# Studor, Gorenja vas-Poljane
Studor este o localitate din comuna Gorenja vas - Poljane, Slovenia, cu o populație de 22 de locuitori.